# Idaea parvularia
Idaea parvularia är en fjärilsart som beskrevs av George Duryea Hulst 1888. Idaea parvularia ingår i släktet Idaea och familjen mätare. Inga underarter finns listade i Catalogue of Life.